# Торнвил (Охајо)
Торнвил (енгл. Thornville) град је у америчкој савезној држави Охајо.

## Демографија
По попису из 2010. године број становника је 991, што је 260 (35,6%) становника више него 2000. године.
| Група             | 2000.       | 2010.       |
| Белци             | 723 (98,9%) | 979 (98,8%) |
| Афроамериканци    | 0 (0,0%)    | 1 (0,1%)    |
| Азијати           | 0 (0,0%)    | 1 (0,1%)    |
| Хиспаноамериканци | 0 (0,0%)    | 0 (0,0%)    |
| Укупно            | 731         | 991         |